# Ichirin no Hana
«Ichirin no Hana» (яп. 一輪の花 Итирин но Хана) — шестой сингл японской рок-группы High and Mighty Color, выпущенный 11 января 2006 года. Почти целую неделю после выхода занимал вторую строчку хит-парада Oricon, что сделало эту песню самой популярной у HIGH and MIGHTY COLOR со времен «Over», а по продажам она даже опередила «Over». Сингл стал золотым по версии RIAJ, так как было продано более 100 тысяч экземпляров. На английском языке «Ichirin no Hana» известна под названиями «A single flower» или «Lone Flower». Песня была использована в качестве третьей открывающей композиции аниме «Блич».

## Список композиций альбома
Текст всех песен написан HIGH and MIGHTY COLOR.
1. «Ichirin no Hana» — 3:40
2. «Warped Reflection» — 4:07
3. «Ichirin no Hana ~Huge Hollow Mix~» (remixed by DT of NATM3) — 4:37
4. «Ichirin no Hana (Less Vocal Track)» — 3:40